# Pittsburgh Penguins
Pittsburgh Penguins är en amerikansk ishockeyorganisation vars lag är baserat i Pittsburgh i Pennsylvania och har varit medlemorganisation i National Hockey League (NHL) sedan den 9 februari 1966 när organisationen bildades. Lagets hemmaarena är PPG Paints Arena och invigdes den 18 augusti 2010 med namnet Consol Energy Center. Laget spelar i Metropolitan Division tillsammans med Carolina Hurricanes, Columbus Blue Jackets, New Jersey Devils, New York Islanders, New York Rangers, Philadelphia Flyers och Washington Capitals.
Penguins största stjärna genom tiderna är den kanadensiske megastjärnan Mario Lemieux, som spelade i organisationen i tre omgångar 1984–1994, 1995–1997 och 2000–2006. Uppehållen berodde på att han led av diskbråck, anemi och cancer. Idag är Lemieux delägare och var en av två som räddade Penguins från att gå under rent finansiellt 1999.
Penguins har vunnit Stanley Cup för säsongerna 1990–1991, 1991–1992, 2008–2009, 2015–2016 och 2016–2017. De har utöver Lemieux haft en del namnkunniga spelare, bland andra Jaromír Jágr, Ron Francis, Rick Kehoe, Paul Coffey, Tom Barrasso, Joe Mullen, Larry Murphy, Kevin Stevens, Jean Pronovost, Syl Apps, Jr., Marc-André Fleury, Mark Recchi, Aleksej Kovaljov, Phil Kessel, Sergej Gontjar, Martin Straka, Robert Lang och Dave Burrows.

## Historia

### Stanley Cup-spel

#### 1960-talet
- 1968 – Missade slutspel.
- 1969 – Missade slutspel.

#### 1970-talet
- 1970 – Förlorade i andra ronden mot St. Louis Blues med 4-2 i matcher.
- 1979 – Förlorade i andra ronden mot Boston Bruins med 4-0 i matcher.

#### 1980-talet
- 1980 – Förlorade i första ronden mot Boston Bruins med 3-2 i matcher.
- 1989 – Förlorade i andra ronden mot Philadelphia Flyers med 4-3 i matcher.

#### 1990-talet
- 1990 – Missade slutspel.

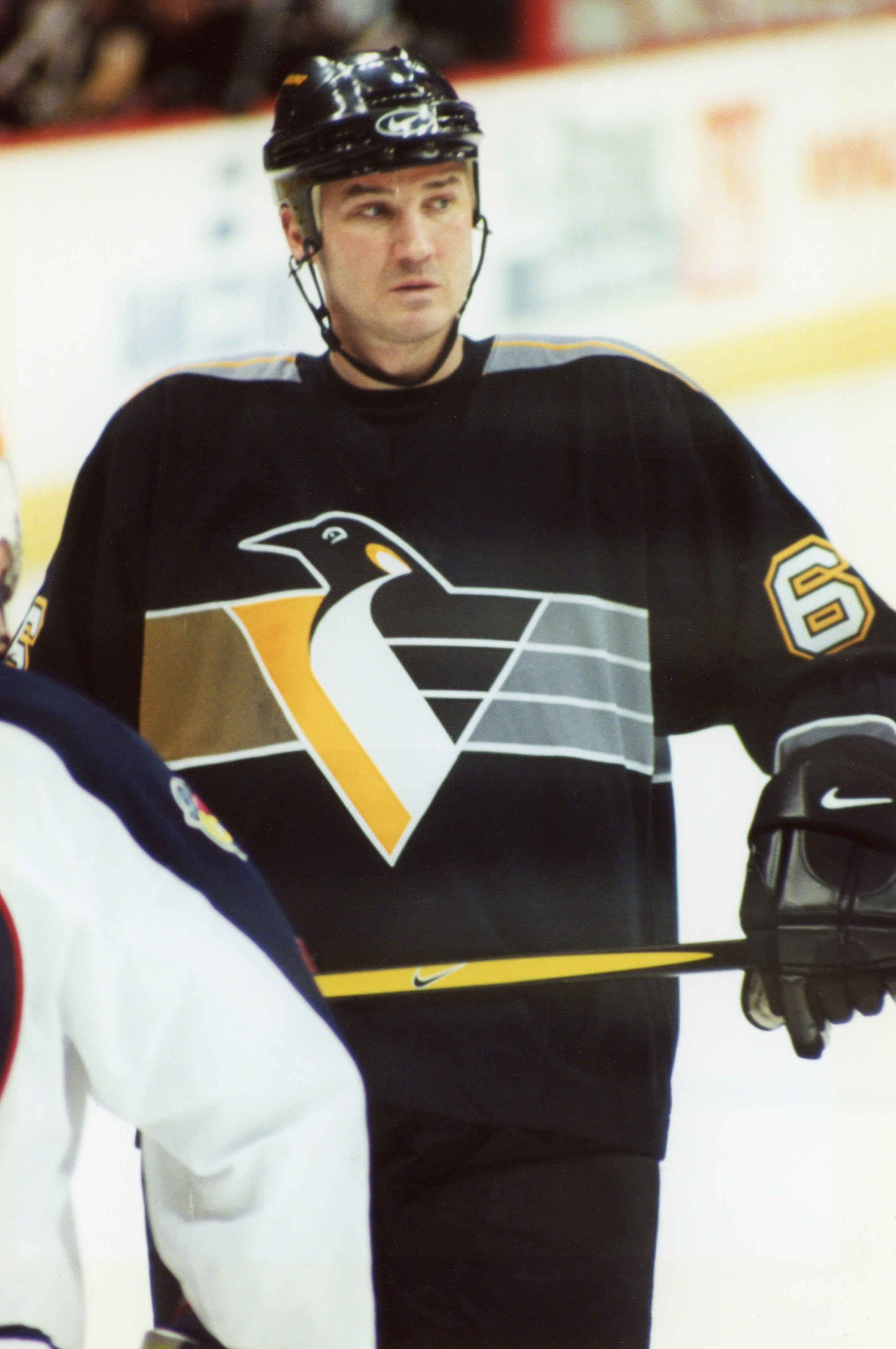
Mario Lemieux.

- 1991 – Vann finalen mot Minnesota North Stars med 4-2 i matcher.
  - Tom Barrasso, Phil Bourque, Jay Caufield, Paul Coffey, Jeff Daniels, Gord Dineen, Bob Errey, Ron Francis, Randy Gilhen, Randy Hillier, Jiří Hrdina, Jaromír Jágr, Grant Jennings, Jamie Leach, Mario Lemieux (C), Troy Loney, Joe Mullen, Larry Murphy, Jim Paek, Barry Pederson, Frank Pietrangelo, Ken Priestlay, Bruce Racine, Mark Recchi, Gordie Roberts, Ulf Samuelsson, Paul Stanton, Kevin Stevens, Peter Taglianetti, Bryan Trottier, Scott Young & Wendell Young - Bob Johnson.
- 1992 – Vann finalen mot Chicago Blackhawks med 4-0 i matcher.
  - Tom Barrasso, Phil Bourque, Jock Callander, Jay Caufield, Jeff Chychrun, Jeff Daniels, Bob Errey, Ron Francis, Jiří Hrdina, Jaromír Jágr, Grant Jennings, Jamie Leach, Mario Lemieux (C), Troy Loney, Shawn McEachern, Dave Michayluk, Joe Mullen, Larry Murphy, Mike Needham, Jim Paek, Ken Priestlay, Gordie Roberts, Kjell Samuelsson, Ulf Samuelsson, Paul Stanton, Kevin Stevens, Peter Taglianetti, Rick Tocchet, Bryan Trottier, Ken Wregget & Wendell Young - Bob Johnson/Scotty Bowman.
- 1993 – Förlorade i andra ronden mot New York Islanders med 4-3 i matcher.
- 1999 – Förlorade i andra ronden mot Toronto Maple Leafs med 4-2 i matcher.

#### 2000-talet

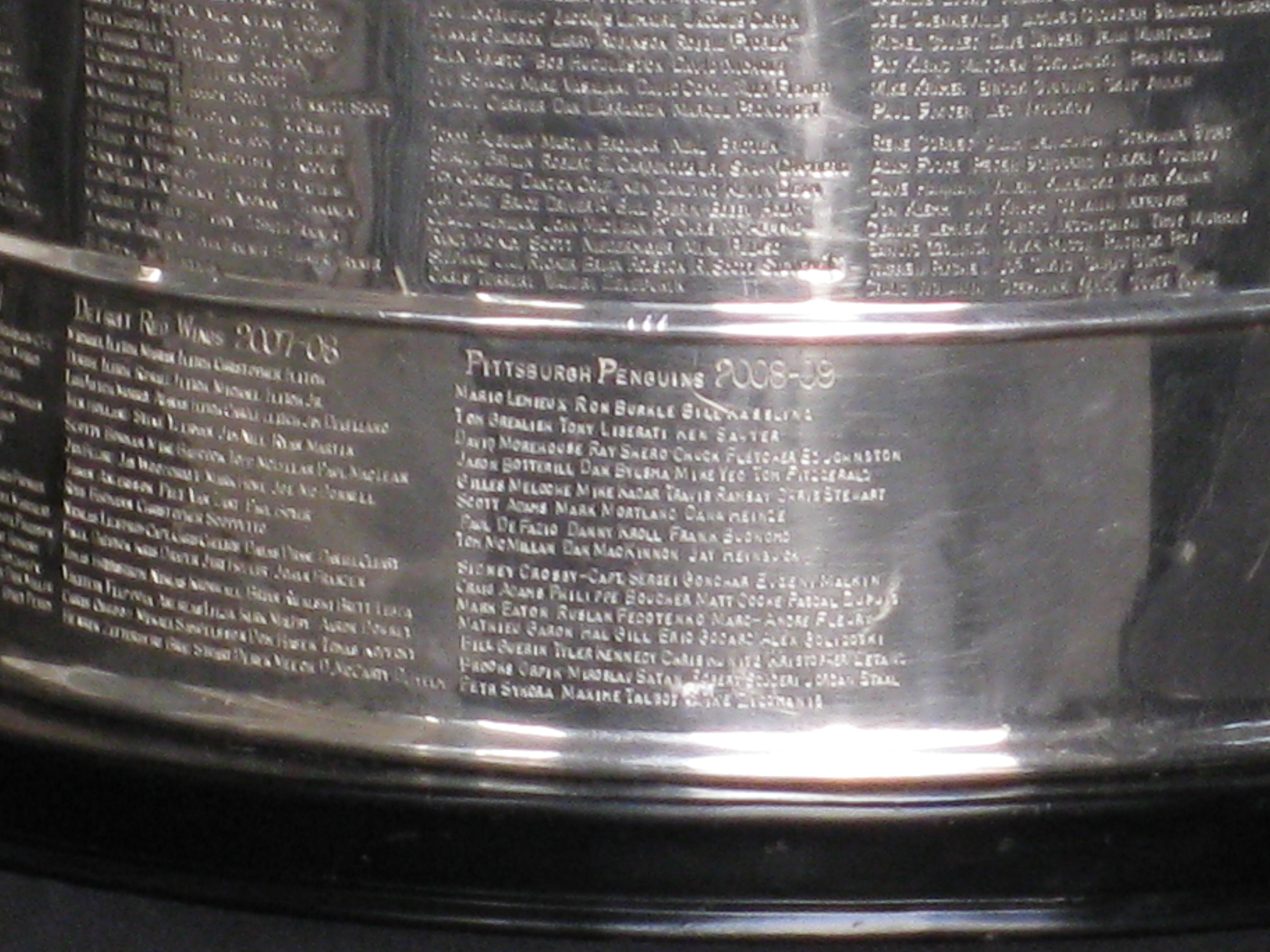
Guldlaget från 2008-09 är ingraverade på Stanley Cup-pokalen.

- 2000 – Förlorade i andra ronden mot Philadelphia Flyers med 4–2 i matcher.
- 2008 – Förlorade finalen mot Detroit Red Wings med 4–2 i matcher.
- 2009 – Vann finalen mot Detroit Red Wings med 4–3 i matcher.
  - Craig Adams, Philippe Boucher, Matt Cooke, Sidney Crosby (C), John Curry, Pascal Dupuis, Mark Eaton, Ruslan Fedotenko, Marc-André Fleury, Mathieu Garon, Hal Gill, Alex Goligoski, Sergei Gonchar, Bill Guerin, Dustin Jeffrey, Tyler Kennedy, Chris Kunitz, Kris Letang, Ben Lovejoy, Jevgenij Malkin, Chris Minard, Brooks Orpik, Miroslav Šatan, Rob Scuderi, Jordan Staal, Petr Sýkora, Jeff Taffe, Maxime Talbot, Brad Thiessen & Mike Zigomanis - Dan Bylsma.

#### 2010-talet
- 2010 – Förlorade i andra ronden mot Montreal Canadiens med 4–3 i matcher.
- 2015 – Förlorade i första ronden mot New York Rangers med 4–1 i matcher.
- 2016 – Vann finalen mot San Jose Sharks med 4–2 i matcher.
  - Beau Bennett, Nick Bonino, Ian Cole, Sidney Crosby (C), Matt Cullen, Trevor Daley, Brian Dumoulin, Pascal Dupuis, Eric Fehr, Marc-André Fleury, Carl Hagelin, Patric Hörnqvist, Tristan Jarry, Phil Kessel, Tom Kühnhackl, Chris Kunitz, Kris Letang, Ben Lovejoy, Olli Määttä, Jevgenij Malkin, Matt Murray, Kevin Porter, Derrick Pouliot, Bryan Rust, Justin Schultz, Conor Sheary, Oskar Sundqvist, Scott Wilson & Jeff Zatkoff – Mike Sullivan.
- 2017 – Vann finalen mot Nashville Predators med 4–2 i matcher.
  - Josh Archibald, Nick Bonino, Ian Cole, Sidney Crosby (C), Matt Cullen, Trevor Daley, Brian Dumoulin, Marc-André Fleury, Jake Guentzel, Carl Hagelin, Ron Hainsey, Patric Hörnqvist, Phil Kessel, Tom Kühnhackl, Chris Kunitz, Kris Letang, Olli Määttä, Jevgenij Malkin, Matt Murray, Carter Rowney, Bryan Rust, Justin Schultz, Conor Sheary, Mark Streit & Scott Wilson – Mike Sullivan.
- 2018 – Förlorade i andra ronden mot Washington Capitals med 4–2 i matcher.
- 2019 – Förlorade i första ronden mot New York Islanders med 4–0 i matcher.

#### 2020-talet
- 2020 – Förlorade i kvalificeringsronden mot Montreal Canadiens med 3–1 i matcher.
- 2025 – Missade slutspel.

Spelare med kursiv stil fick inte sina namn ingraverade på Stanley Cup-pokalen.

## Ny arena

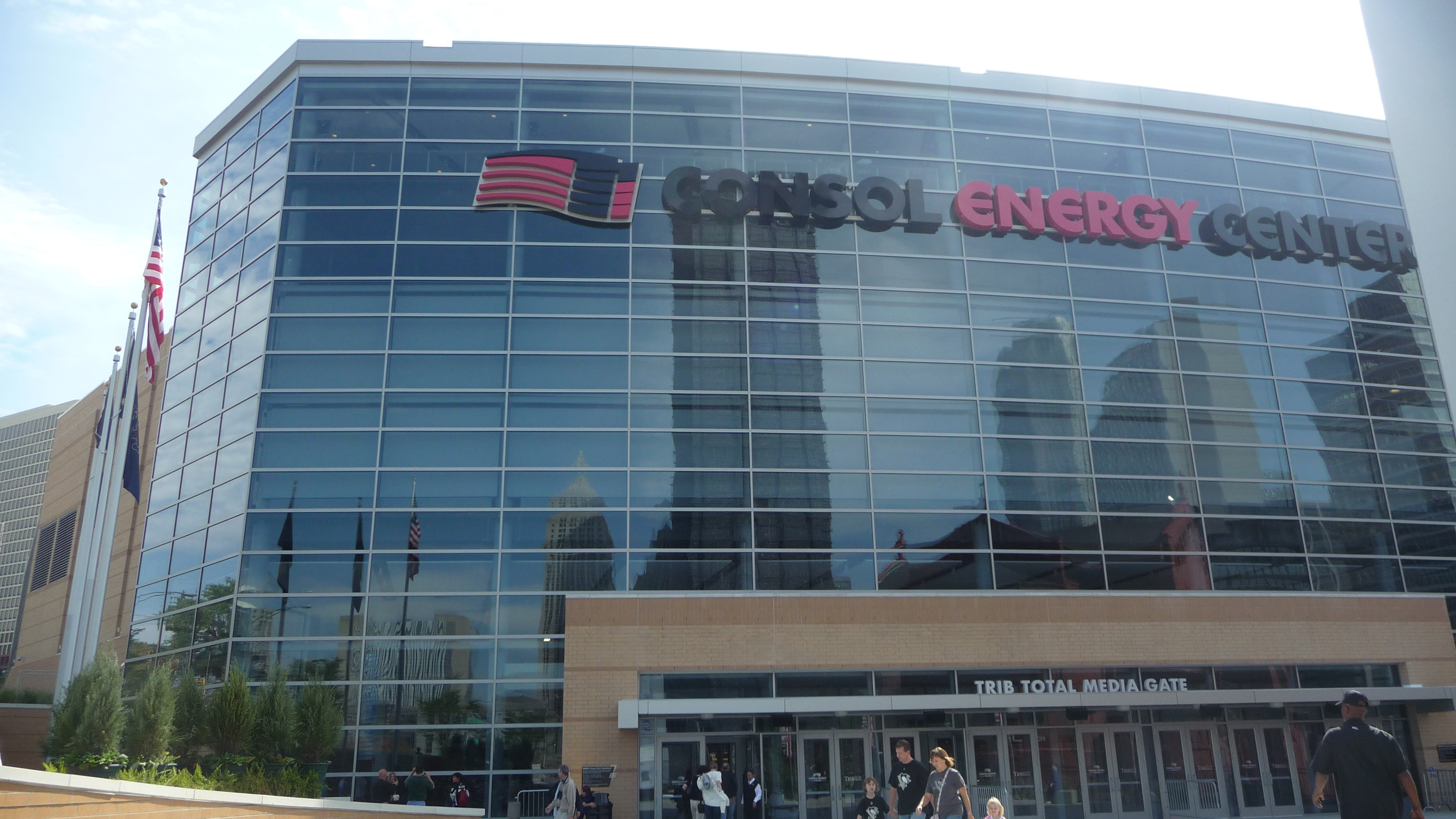
PPG Paints Arena.

Under 2007 kom Pittsburgh Penguins och staden Pittsburgh överens om att en ny arena skulle byggas för 290 miljoner dollar. Den nya arenan skulle ha en kapacitet på 18 500 åskådare. Den nya arenan stod färdig 1 augusti 2010, i tid för säsongen 2010-11. Överenskommelsen kom efter en lång tid av spekulationer som gick ut på att laget skulle flyttas till en annan stad, något som tidigare skett för bland annat Winnipeg Jets och Quebec Nordiques. Ett antal städer var intresserade för Pittsburgh Penguins, bland andra Kansas City, Portland, Houston, Winnipeg, Seattle, Tulsa och Las Vegas. Dessa kom med attraktiva finansiella lösningar, vilka var svåra att motstå för the Penguins, då deras ekonomi var i uselt skick. Staden Pittsburgh trilskades men efter att borgmästare Bob O’Connor hastigt avled så blev Luke Ravenstahl ny borgmästare och förhandlade omgående fram ett nytt avtal med the Penguins.
Den 15 december 2008 blev det offentligt att energiföretaget Consol Energy, Inc. hade förvärvat namnrättigheterna till arenan fram till 2021 och från 2010 till 2016 hette den Consol Energy Center. Den 4 oktober 2016 meddelade kemiföretaget PPG Industries, Inc. att man hade övertagit namnrättigheterna från Consol Energy och det nuvarande avtalet sträcker sig fram till 2036 och arenan kommer initialt heta PPG Paints Arena.

## Nuvarande spelartrupp

### Spelartruppen 2025/2026
Senast uppdaterad: 14 juli 2025.

Alla spelare som har kontrakt med Pittsburgh Penguins och har spelat för dem under aktuell säsong listas i spelartruppen. Spelarnas löner är i amerikanska dollar och är vad de skulle få ut om de vore i NHL-truppen under hela grundserien (oktober–april). Löner i kursiv stil är ej bekräftade.
| Målvakter                                                                                     | Målvakter | Målvakter                 | Målvakter           | Målvakter  | Målvakter | Målvakter | Målvakter      | Målvakter              | Målvakter | Målvakter |
| Nr                                                                                            |           | Namn                      | Namn                | Lön 25/26  |           | Kontrakt  | Kom till laget | Kom ifrån              |           |           |
| --------------------------------------------------------------------------------------------- | --------- | ------------------------- | ------------------- | ---------- | --------- | --------- | -------------- | ---------------------- | --------- | --------- |
| 30                                                                                            | Finland   | Joel Blomqvist            | Joel Blomqvist      | $925 000   | [ 23 ]    | 2026      | 2023           | Oulun Kärpät           |           |           |
| 35                                                                                            | Kanada    | Tristan Jarry             | Tristan Jarry       | $5 425 000 | [ 24 ]    | 2028      | 2018           | W-B/Scranton Penguins  |           |           |
| --                                                                                            | Sverige   | Filip Larsson             | Filip Larsson       | $775 000   | [ 25 ]    | 2026      | 2024           | Leksands IF            |           |           |
| --                                                                                            | Ryssland  | Sergej Murasjov           | Sergej Murasjov     | $861 110   | [ 26 ]    | 2027      | 2024           | Loko Jaroslavl         |           |           |
| --                                                                                            | Lettland  | Artūrs Šilovs             | Artūrs Šilovs       | $800 000   | [ 27 ]    | 2026      | 2025           | Abbotsford Canucks     |           |           |
| Backar                                                                                        |           |                           |                     |            |           |           |                |                        |           |           |
| Nr                                                                                            |           | Namn                      | Namn                | Lön 25/26  |           | Kontrakt  | Kom till laget | Kom ifrån              |           |           |
| 3                                                                                             | USA       | Jack St. Ivany            | Jack St. Ivany      | $775 000   | [ 28 ]    | 2027      | 2024           | W-B/Scranton Penguins  |           |           |
| 5                                                                                             | USA       | Ryan Shea                 | Ryan Shea           | $900 000   | [ 29 ]    | 2026      | 2024           | W-B/Scranton Penguins  |           |           |
| 27                                                                                            | Kanada    | Ryan Graves               | Ryan Graves         | $4 750 000 | [ 30 ]    | 2029      | 2023           | New Jersey Devils      |           |           |
| 38                                                                                            | Kanada    | Owen Pickering            | Owen Pickering      | $855 000   | [ 31 ]    | 2027      | 2024           | W-B/Scranton Penguins  |           |           |
| 58                                                                                            | Kanada    | Kris Letang − A           | Kris Letang − A     | $4 800 000 | [ 32 ]    | 2028      | 2007           | W-B/Scranton Penguins  |           |           |
| 65                                                                                            | Sverige   | Erik Karlsson             | Erik Karlsson       | $9 000 000 | [ 33 ]    | 2027      | 2023           | San Jose Sharks        |           |           |
| --                                                                                            | Sverige   | Sebastian Aho             | Sebastian Aho       | $775 000   | [ 34 ]    | 2026      | 2024           | New York Islanders     |           |           |
| --                                                                                            | Ryssland  | Aleksandr Aleksejev       | Aleksandr Aleksejev | $775 000   | [ 35 ]    | 2026      | 2025           | Washington Capitals    |           |           |
| --                                                                                            | Kanada    | Harrison Brunicke         | Harrison Brunicke   | $875 000   | [ 36 ]    | 2027      | 2024           | Kamloops Blazers       |           |           |
| --                                                                                            | USA       | Connor Clifton            | Connor Clifton      | $3 333 333 | [ 37 ]    | 2026      | 2025           | Buffalo Sabres         |           |           |
| --                                                                                            | Kanada    | Matt Dumba                | Matt Dumba          | $3 500 000 | [ 38 ]    | 2026      | 2025           | Dallas Stars           |           |           |
| --                                                                                            | Kanada    | Finn Harding              | Finn Harding        | $855 000   | [ 39 ]    | 2028      | 2025           | Brampton Steelheads    |           |           |
| --                                                                                            | USA       | Caleb Jones               | Caleb Jones         | $900 000   | [ 40 ]    | 2027      | 2025           | Ontario Reign          |           |           |
| --                                                                                            | USA       | Phil Kemp                 | Phil Kemp           | $775 000   | [ 41 ]    | 2026      | 2025           | Bakersfield Condors    |           |           |
| --                                                                                            | USA       | Daniel Laatsch            | Daniel Laatsch      | $860 000   | [ 42 ]    | 2027      | 2025           | Wisconsin Badgers      |           |           |
| --                                                                                            | Finland   | Emil Pieniniemi           | Emil Pieniniemi     | $870 000   | [ 43 ]    | 2027      | 2023           | Oulun Kärpät           |           |           |
| --                                                                                            | USA       | Chase Pietila             | Chase Pietila       | $860 000   | [ 44 ]    | 2028      | 2025           | Michigan Tech Huskies  |           |           |
| --                                                                                            | Kanada    | Parker Wotherspoon        | Parker Wotherspoon  | $1 000 000 | [ 45 ]    | 2027      | 2025           | Boston Bruins          |           |           |
| Forwards                                                                                      |           |                           |                     |            |           |           |                |                        |           |           |
| Nr                                                                                            |           | Namn                      | Pos                 | Lön 25/26  |           | Kontrakt  | Kom till laget | Kom ifrån              |           |           |
| 2                                                                                             | USA       | Rutger McGroarty          | C                   | $950 000   | [ 46 ]    | 2027      | 2024           | Michigan Wolverines    |           |           |
| 13                                                                                            | USA       | Kevin Hayes               | C                   | $5 250 000 | [ 47 ]    | 2026      | 2024           | St. Louis Blues        |           |           |
| 14                                                                                            | Kanada    | Bokondji Imama            | VF                  | $775 000   | [ 48 ]    | 2026      | 2025           | W-B/Scranton Penguins  |           |           |
| 15                                                                                            | Finland   | Joona Koppanen            | VF/C                | $775 000   | [ 49 ]    | 2026      | 2025           | W-B/Scranton Penguins  |           |           |
| 17                                                                                            | USA       | Bryan Rust                | HF/VF               | $5 130 000 | [ 50 ]    | 2028      | 2016           | W-B/Scranton Penguins  |           |           |
| 18                                                                                            | USA       | Tommy Novak               | C                   | $3 500 000 | [ 51 ]    | 2027      | 2025           | Nashville Predators    |           |           |
| 19                                                                                            | Kanada    | Connor Dewar              | C/VF                | $1 100 000 | [ 52 ]    | 2026      | 2025           | Toronto Maple Leafs    |           |           |
| 22                                                                                            | Kanada    | Sam Poulin                | C/VF                | $775 000   | [ 53 ]    | 2026      | 2024           | W-B/Scranton Penguins  |           |           |
| 41                                                                                            | Finland   | Ville Koivunen            | YF/C                | $775 000   | [ 54 ]    | 2026      | 2025           | W-B/Scranton Penguins  |           |           |
| 43                                                                                            | Kanada    | Danton Heinen             | VF/HF               | $2 000 000 | [ 55 ]    | 2026      | 2025           | Vancouver Canucks      |           |           |
| 46                                                                                            | USA       | Blake Lizotte             | C                   | $1 850 000 | [ 56 ]    | 2026      | 2024           | Los Angeles Kings      |           |           |
| 48                                                                                            | Finland   | Valtteri Puustinen        | HF/VF               | $775 000   | [ 57 ]    | 2026      | 2024           | W-B/Scranton Penguins  |           |           |
| 53                                                                                            | USA       | Tristan Broz              | C                   | $925 000   | [ 58 ]    | 2027      | 2024           | Denver Pioneers        |           |           |
| 55                                                                                            | USA       | Noel Acciari              | C/HF                | $1 500 000 | [ 59 ]    | 2026      | 2023           | Toronto Maple Leafs    |           |           |
| 67                                                                                            | Sverige   | Rickard Rakell            | HF/VF               | $4 800 000 | [ 60 ]    | 2028      | 2022           | Anaheim Ducks          |           |           |
| 71                                                                                            | Ryssland  | Jevgenij Malkin − A       | C                   | $4 800 000 | [ 61 ]    | 2026      | 2006           | Metallurg Magnitogorsk |           |           |
| 87                                                                                            | Kanada    | Sidney Crosby1 − 2005 − C | C                   | $9 780 000 | [ 62 ]    | 2027      | 2005           | Océanic de Rimouski    |           |           |
| --                                                                                            | Kanada    | Justin Brazeau            | HF                  | $1 500 000 | [ 63 ]    | 2027      | 2025           | Minnesota Wild         |           |           |
| --                                                                                            | Sverige   | Melvin Fernström          | HF                  | $872 500   | [ 64 ]    | 2028      | 2025           | Örebro HK              |           |           |
| --                                                                                            | Kanada    | Rafaël Harvey-Pinard      | VF                  | $775 000   | [ 65 ]    | 2026      | 2025           | Rocket de Laval        |           |           |
| --                                                                                            | Kanada    | Avery Hayes               | C                   | $830 000   | [ 66 ]    | 2027      | 2025           | W-B/Scranton Penguins  |           |           |
| --                                                                                            | Kanada    | Tanner Howe               | VF                  | $875 000   | [ 67 ]    | 2027      | 2024           | Regina Pats            |           |           |
| --                                                                                            | Sverige   | Filip Hållander           | C/VF                | $775 000   | [ 68 ]    | 2027      | 2025           | Timrå IK               |           |           |
| --                                                                                            | Ryssland  | Michail Iljin             | VF/HF               | $850 000   | [ 69 ]    | 2028      | 2025           | Severstal Tjerepovets  |           |           |
| --                                                                                            | Kanada    | Benjamin Kindel           | HF                  | $975 000   | [ 70 ]    | 2028      | 2025           | Calgary Hitmen         |           |           |
| --                                                                                            | Kanada    | Anthony Mantha            | VF/HF               | $2 500 000 | [ 71 ]    | 2026      | 2025           | Calgary Flames         |           |           |
| Positioner: C – HF – VF – YF \| C = Lagkapten; A = Assisterande lagkapten \| = Långtidsskadad |           |                           |                     |            |           |           |                |                        |           |           |

#### Spelargalleri

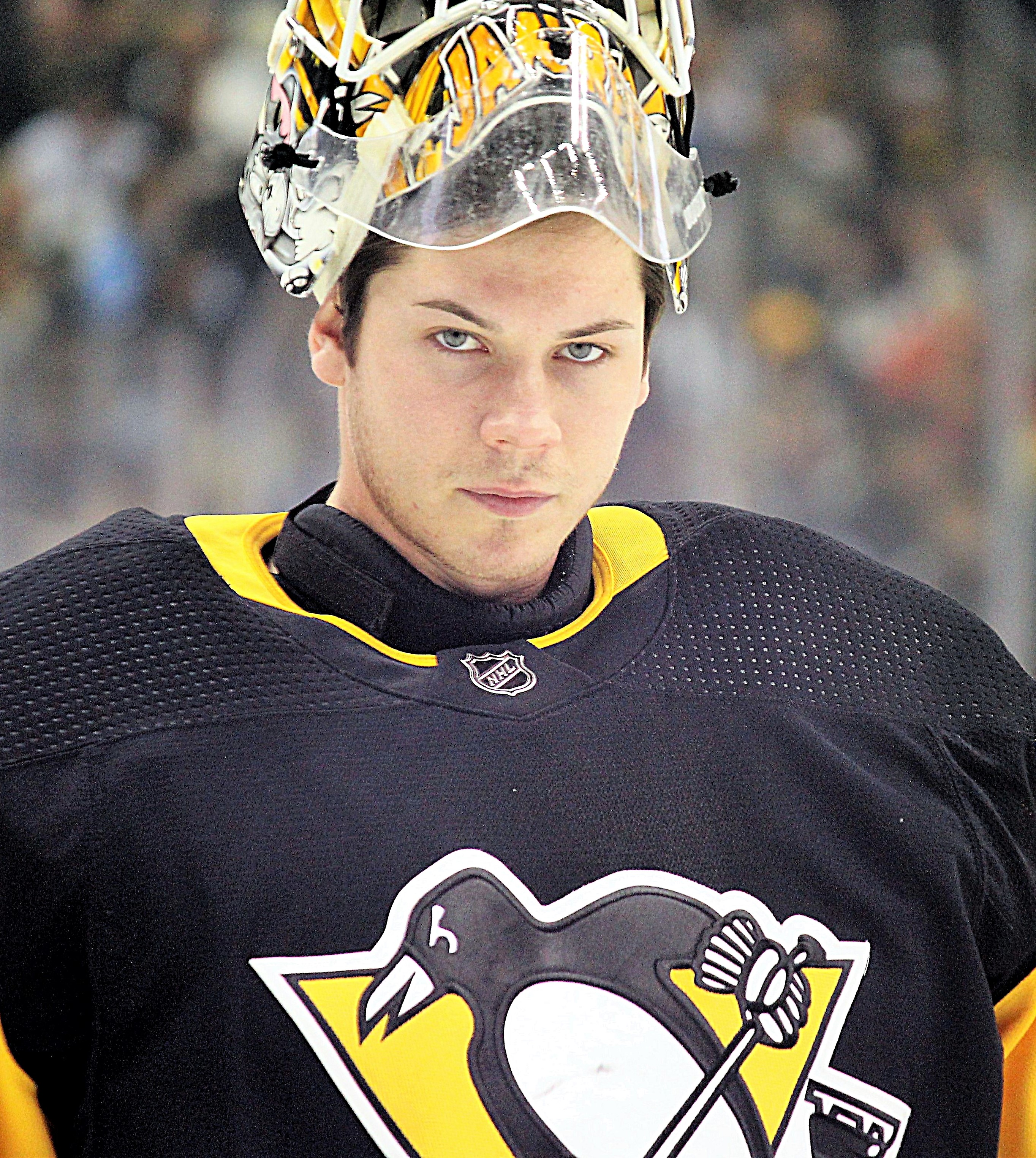
Tristan Jarry
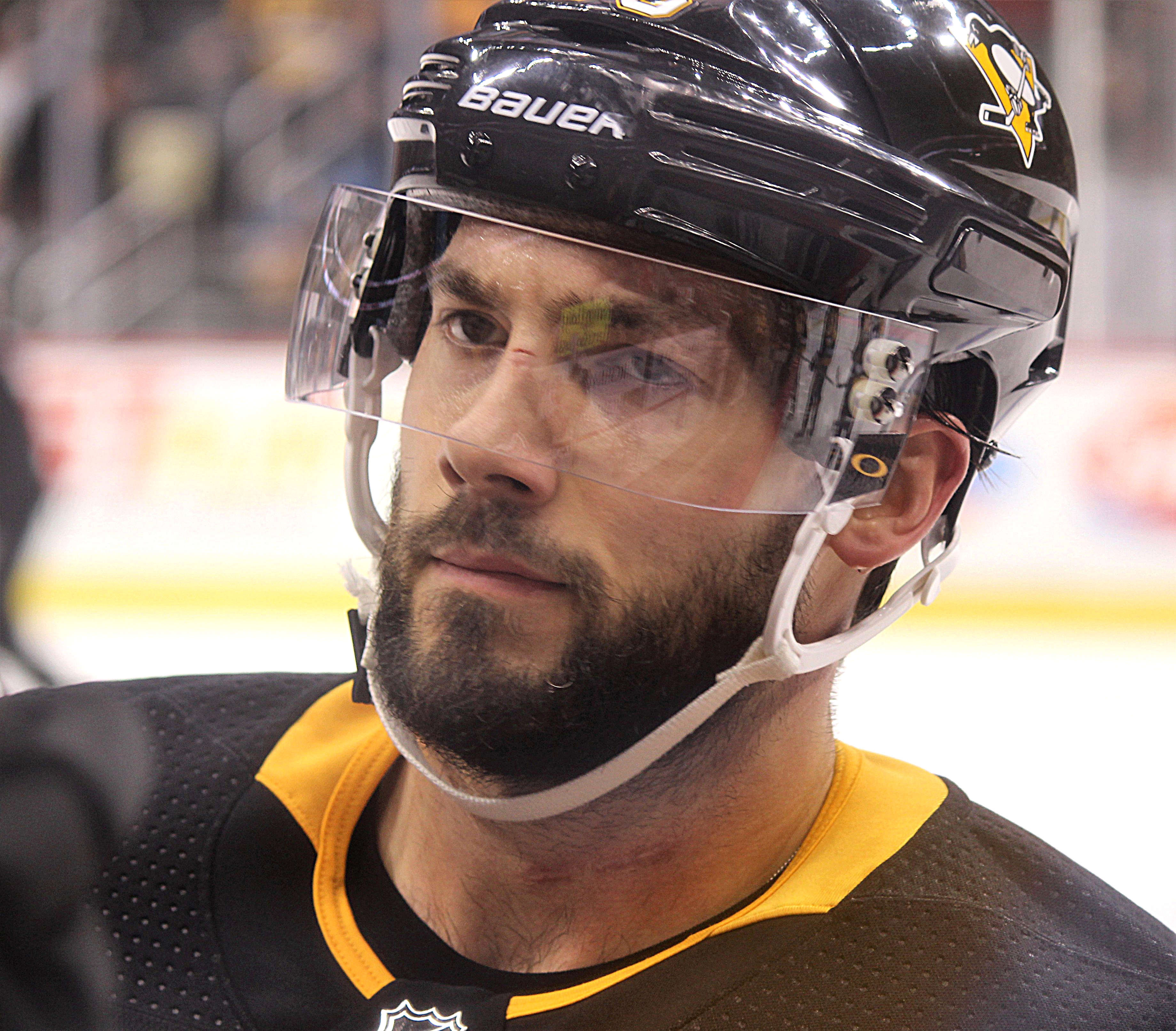
Kris Letang
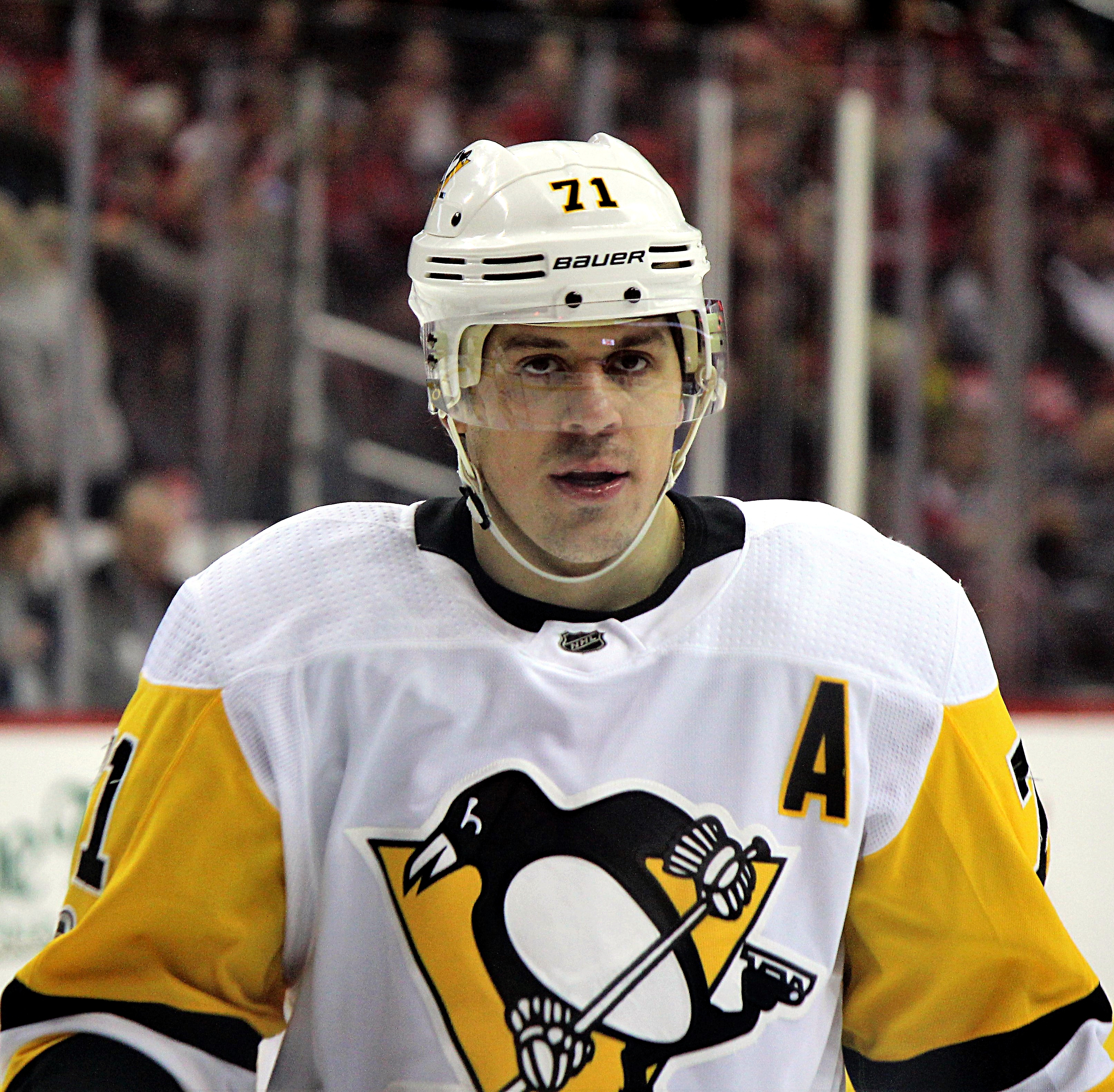
Jevgenij Malkin
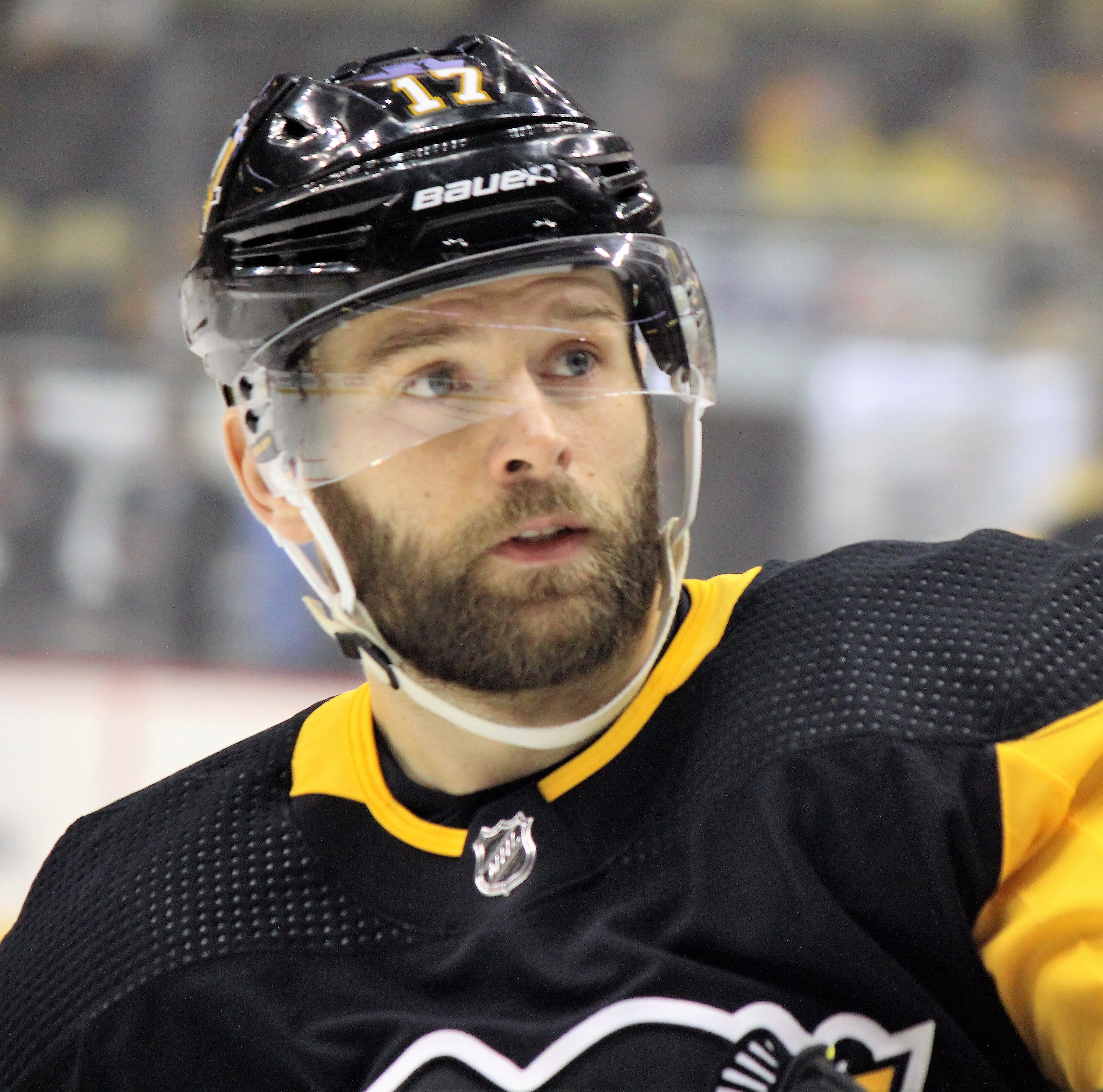
Bryan Rust

## Staben
Uppdaterat: 5 juni 2025
| Yrkestitel                                             | Namn            |
| ------------------------------------------------------ | --------------- |
| President för ishockeyverksamheten och general manager | Kyle Dubas      |
| Tränare                                                | Dan Muse        |
| Assisterande tränare                                   | Ty Hennes       |
|                                                        | David Quinn     |
|                                                        | Mike Vellucci   |
| Målvaktstränare                                        | Andy Chiodo     |
| Videotränare                                           | Madison Nikkel  |
| Assisterande videotränare                              | CJ D'Alimonte   |
| Chef för spelarutveckling                              | Tom Kostopoulos |
| Spelarutvecklingstränare                               | Chris Butler    |
|                                                        | Matt Cullen     |

## Utmärkelser

### Pensionerade nummer
Två spelares nummer har blivit "pensionerade" av klubben, det vill säga ingen annan spelare kommer någonsin att få använda samma nummer i Pittsburgh 
Penguins. Ytterligare ett nummer har blivit pensionerat av själva ligan.
- #21 - Michel Brière
- #66 - Mario Lemieux
- #99 - Wayne Gretzky (NHL)

### Hall of Famers

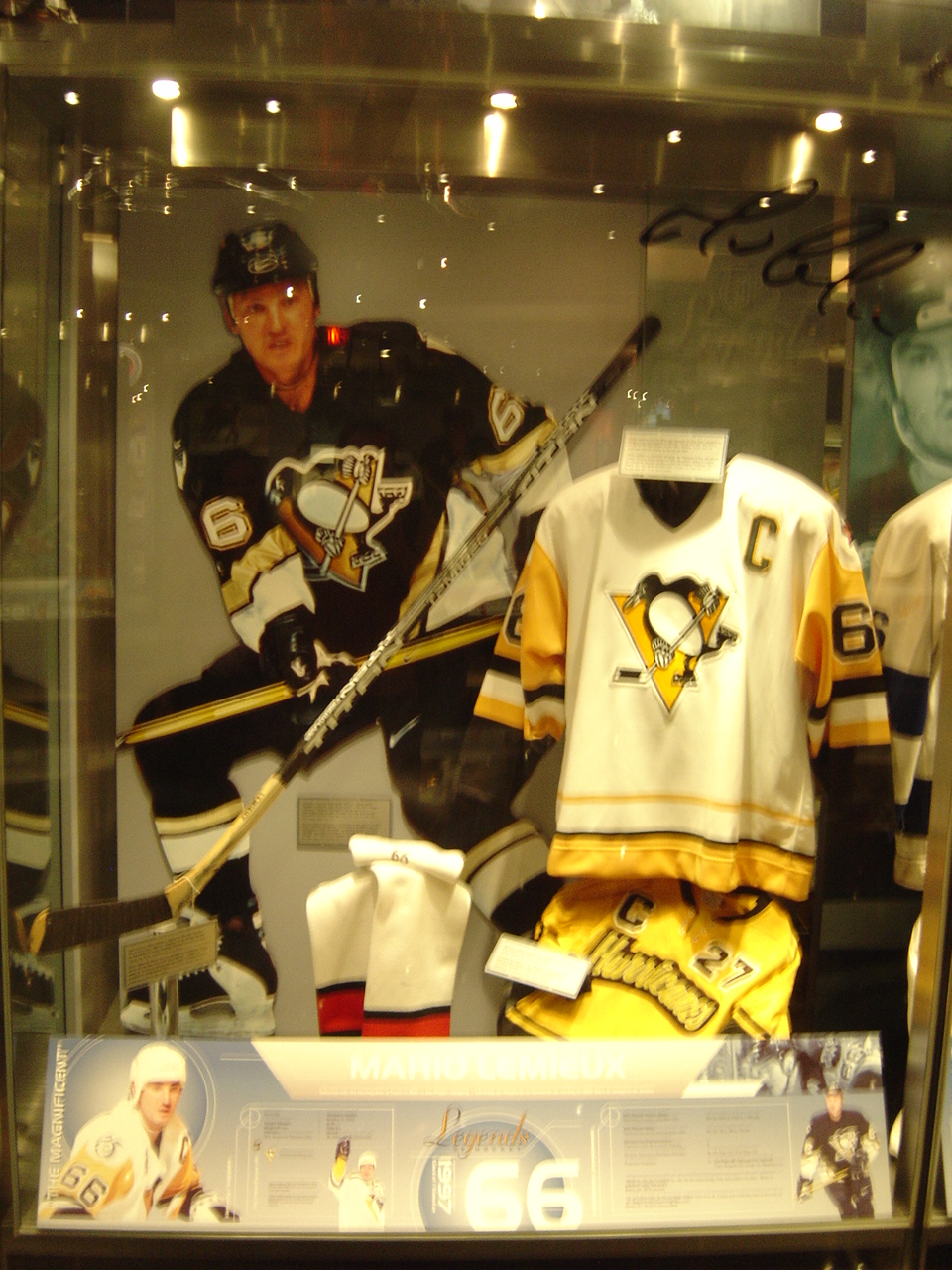
Mario Lemieux

| - Tim Horton (Invald 1977) - Spelare: Spelade i Penguins mellan 1971 och 1972. - Andy Bathgate (Invald 1978) - Spelare: Spelade i Penguins mellan 1967 och 1968 och 1970 till 1971. - Leo Boivin (Invald 1986) - Spelare: Spelade i Penguins mellan 1967 och 1969. - Scotty Bowman (Invald 1991) - Ledare: Var Chef för spelarutveckling och huvudtränare för Penguins mellan 1990 och 1993. - Bob Johnson (Invald 1992) - Ledare: Var huvudtränare för Penguins mellan 1990 och 1991. - Mario Lemieux (Invald 1997) - Spelare: Spelade i Penguins mellan 1984 och 1997 och 2000 till 2006. - Bryan Trottier (Invald 1997) - Spelare: Spelade i Penguins mellan 1990 och 1994. | - Joe Mullen (Invald 2000) - Spelare: Spelade i Penguins mellan 1990 och 1995 och 1996 till 1997. - Craig Patrick (Invald 2001) - Ledare: Var General Manager och även huvudtränare i sporadiska perioder för Penguins mellan 1989 och 2006. - Paul Coffey (Invald 2004) - Spelare: Spelade i Penguins mellan 1987 och 1992. - Larry Murphy (Invald 2004) - Spelare: Spelade i Penguins mellan 1990 och 1995. - Herb Brooks (Invald 2006) - Ledare: Var huvudtränare för Penguins mellan 1999 och 2000. - Ron Francis (Invald 2007) - Spelare: Spelade i Penguins mellan 1990 och 1998. - Luc Robitaille (Invald 2009) - Spelare: Spelade i Penguins 1995. |

### Troféer
| Stanley Cup - 1990–1991, 1991–1992 & 2008–2009 Presidents' Trophy - 1992–1993 Prince of Wales Trophy - 1990–1991, 1991–1992, 2007–2008 & 2008–20-09 Art Ross Trophy - Mario Lemieux: 1987–1988, 1988–1989, 1991–1992, 1992–1993, 1995–1996 & 1996–1997 - Jaromír Jágr: 1994–1995, 1997–1998, 1998–1999, 1999–2000 & 2000–2001 - Sidney Crosby: 2006–2007 - Jevgenij Malkin: 2008–2009 & 2011–2012 Bill Masterton Memorial Trophy - Lowell MacDonald: 1972–1973 - Mario Lemieux: 1992–1993 Calder Memorial Trophy - Mario Lemieux: 1984–1985 - Jevgenij Malkin: 2006–2007 Conn Smythe Trophy - Mario Lemieux: 1990–1991 & 1991–1992 - Jevgenij Malkin: 2008–2009 Frank J. Selke Trophy - Ron Francis: 1994–1995 Hart Memorial Trophy - Mario Lemieux: 1987–1988, 1992–1993 & 1995–1996 - Jaromír Jágr: 1998–1999 - Sidney Crosby: 2006–2007 - Jevgenij Malkin: 2011–2012 | Jack Adams Award - Dan Bylsma: 2010–2011 James Norris Memorial Trophy - Randy Carlyle: 1980–1981 Lady Byng Memorial Trophy - Rick Kehoe: 1980–1981 - Ron Francis: 1994–1995 & 1997–1998 Lester B. Pearson Award/Ted Lindsay Award - Mario Lemieux: 1985–1986, 1987–1988, 1992–1993 & 1995–1996 - Jaromír Jágr: 1998–1999 & 1999–2000 - Sidney Crosby: 2006–2007 - Jevgenij Malkin: 2011–2012 Lester Patrick Trophy - Joe Mullen: 1994–1995 - Mario Lemieux: 1999–2000 - Craig Patrick: 1999–2000 - Herb Brooks: 2001–2002 Mark Messier Leadership Award - Sidney Crosby: 2009–2010 Maurice "Rocket" Richard Trophy - Sidney Crosby: 2009–2010 NHL Plus/Minus Award - Mario Lemieux: 1992–1993 - Ron Francis: 1994–1995 |

## General manager
| - Jack Riley, 1967–1970 - Red Kelly, 1970–1972 - Jack Riley, 1972–1974 - Jack Button, 1974–1975 - Wren Blair, 1975–1976 - Baz Bastien, 1976–1983 - Eddie Johnston, 1983–1988 - Tony Esposito, 1988–1989 | - Craig Patrick, 1989–20061 - Ray Shero, 2006–20141 - Jason Botterill, 2014 - Jim Rutherford, 2014–20211 - Patrik Allvin, 2021 - Ron Hextall, 2021–2023 - Kyle Dubas, 2023– |

## Tränare
| - George "Red" Sullivan, 1967–1969 - Red Kelly, 1969–1973 - Ken Schinkel, 1973–1974 - Marc Boileau, 1974–1976 - Ken Schinkel, 1976–1977 - Johnny Wilson, 1977–1980 - Eddie Johnston, 1980–1983 - Lou Angotti, 1983–1984 - Bob Perry, 1984–1987 - Pierre Creamer, 1987–1988 - Gene Ubraico, 1988–1989 - Craig Patrick, 1989–1990 - Bob Johnson, 1990–19911 | - Scotty Bowman, 1991–19931 - Eddie Johnston, 1993–1997 - Craig Patrick, 1997 - Kevin Costantine, 1997–1999 - Herb Brooks 1999–2000 - Ivan Hlinka, 2000–2001 - Rick Kehoe, 2001–2003 - Ed Olczyk, 2003–2005 - Michel Therrien, 2005–2009 - Dan Bylsma, 2009–20141 - Mike Johnston, 2014–2015 - Mike Sullivan, 2015–20251 - Dan Muse, 2025– |

## Lagkaptener
| - Ab McDonald, 1967–1968 - Ingen var utsedd till lagkapten, 1968–1973 - Ron Schock, 1973–1977 - Jean Pronovost, 1977–1978 - Orest Kindrachuk, 1978–1981 - Randy Carlyle, 1981–1984 - Mike Bullard, 1984–1986 - Rosco Ruskowski, 1986–1987 - Dan Frawley, 1987 | - Mario Lemieux, 1987–19941 - Ingen var utsedd till lagkapten på grund av Lockout, 1994–1995 - Ron Francis, 1995 - Mario Lemieux, 1995–1997 - Ron Francis, 1997–1998 - Jaromír Jágr, 1998–2001 - Mario Lemieux, 2001–2006 - Ingen var utsedd till lagkapten, 2006–2007 - Sidney Crosby, 2007–1 |

1 Vann Stanley Cup med klubben.

## Statistik

### Poängledare
Topp tio för mest poäng i klubbens historia. Siffrorna uppdateras efter varje genomförd säsong.

Pos = Position; SM = Spelade matcher; M = Mål; A = Assists; P = Poäng; P/M = Poäng per match * = Fortfarande aktiv i klubben ** = Fortfarande aktiv i NHL
Uppdaterat efter 2009-10
| Spelare        | Pos | SM  | M   | A     | P     | P/M  |
| Mario Lemieux  | C   | 915 | 690 | 1,033 | 1,723 | 1.88 |
| Jaromír Jágr** | RW  | 806 | 439 | 640   | 1,079 | 1.34 |
| Rick Kehoe     | RW  | 722 | 312 | 324   | 636   | .88  |
| Ron Francis    | C   | 533 | 144 | 449   | 613   | 1.15 |
| Jean Pronovost | RW  | 753 | 316 | 287   | 603   | .80  |
| Kevin Stevens  | LW  | 522 | 260 | 295   | 555   | 1.06 |
| Sidney Crosby* | C   | 371 | 183 | 323   | 506   | 1.36 |
| Syl Apps, Jr.  | C   | 495 | 151 | 349   | 500   | 1.01 |
| Martin Straka  | C   | 560 | 165 | 277   | 442   | .79  |
| Paul Coffey    | D   | 331 | 108 | 332   | 440   | 1.33 |

## Svenska spelare
Uppdaterat: 2012-05-06
| Målvakter     | Målvakter  | Målvakter | Målvakter | Målvakter | Målvakter | Målvakter  | Målvakter | Målvakter | Målvakter | Målvakter | Målvakter | Målvakter | Målvakter  | Målvakter | Målvakter | Målvakter | Målvakter | Målvakter   |
| Spelare       | Tröjnummer | Från      | Till      | Matcher¹  | Vinster¹  | Förluster¹ | Övertid¹  | GAA¹      | SVS%¹     | Nollor¹   | Matcher²  | Vinster²  | Förluster² | Övertid²  | GAA²      | SVS%²     | Nollor²   | Stanley Cup |
| ------------- | ---------- | --------- | --------- | --------- | --------- | ---------- | --------- | --------- | --------- | --------- | --------- | --------- | ---------- | --------- | --------- | --------- | --------- | ----------- |
| Johan Hedberg | 1          | 2001      | 2003      | 116       | 46        | 57         | -         | 2,84      | .901      | 7         | 18        | 9         | 9          | -         | 2,30      | .911      | 2         | 0           |

| Utespelare         | Utespelare | Utespelare | Utespelare | Utespelare | Utespelare | Utespelare | Utespelare | Utespelare | Utespelare | Utespelare | Utespelare | Utespelare | Utespelare | Utespelare | Utespelare | Utespelare  |
| Spelare            | Pos        | Tröjnummer | K/A        | Från       | Till       | Matcher¹   | Mål¹       | Assists¹   | Poäng¹     | PIM¹       | Matcher²   | Mål²       | Assists¹   | Poäng²     | PIM²       | Stanley Cup |
| ------------------ | ---------- | ---------- | ---------- | ---------- | ---------- | ---------- | ---------- | ---------- | ---------- | ---------- | ---------- | ---------- | ---------- | ---------- | ---------- | ----------- |
| Anders Håkansson   | VF         | 11         |            | 1982       | 1983       | 62         | 9          | 12         | 21         | 26         | 0          | 0          | 0          | 0          | 0          | 0           |
| Willy Lindström    | HF         | 19         |            | 1985       | 1987       | 131        | 24         | 30         | 54         | 36         | 0          | 0          | 0          | 0          | 0          | 0           |
| Ulf Samuelsson     | B          | 5          | A          | 1991       | 1995       | 277        | 3          | 58         | 94         | 804        | 66         | 4          | 12         | 16         | 123        | 2           |
| Kjell Samuelsson   | B          | 23, 28     |            | 1992       | 1995       | 183        | 10         | 22         | 32         | 312        | 44         | 0          | 7          | 7          | 72         | 1           |
| Markus Näslund     | VF         | 29         |            | 1993       | 1996       | 151        | 25         | 42         | 67         | 65         | 0          | 0          | 0          | 0          | 0          | 0           |
| Tomas Sandström    | HF         | 17         |            | 1994       | 1997       | 172        | 71         | 84         | 155        | 168        | 36         | 7          | 5          | 12         | 46         | 0           |
| Stefan Bergqvist   | B          | 33, 3      |            | 1995       | 1997       | 7          | 0          | 0          | 0          | 9          | 4          | 0          | 0          | 0          | 2          | 0           |
| Andreas Johansson  | VF         | 38         |            | 1996       | 1998       | 77         | 7          | 17         | 24         | 40         | 1          | 0          | 0          | 0          | 0          | 0           |
| Fredrik Olausson   | B          | 23         |            | 1996       | 1998       | 127        | 13         | 47         | 60         | 66         | 10         | 0          | 4          | 4          | 0          | 0           |
| Peter Popovic      | B          | 34         |            | 1999       | 2000       | 54         | 1          | 5          | 6          | 30         | 10         | 0          | 0          | 0          | 10         | 0           |
| Hans Jonsson       | B          | 8          |            | 1999       | 2003       | 242        | 10         | 38         | 48         | 92         | 27         | 0          | 1          | 1          | 14         | 0           |
| Dick Tärnström     | B          | 32         |            | 2002       | 2006       | 174        | 28         | 75         | 103        | 140        | 0          | 0          | 0          | 0          | 0          | 0           |
| Mathias Johansson  | C          | 20         |            | 2003       | 2003       | 12         | 1          | 5          | 6          | 4          | 0          | 0          | 0          | 0          | 0          | 0           |
| Mikael Samuelsson  | HF         | 37         |            | 2003       | 2003       | 22         | 2          | 0          | 2          | 8          | 0          | 0          | 0          | 0          | 0          | 0           |
| Niklas Nordgren    | VF         | 15         |            | 2006       | 2006       | 15         | 0          | 0          | 0          | 4          | 0          | 0          | 0          | 0          | 0          | 0           |
| Patric Hörnqvist   | HF         | 72         |            | 2014       | 2020       | 407        | 132        | 132        | 264        | 222        | 66         | 22         | 16         | 38         | 58         | 2           |
| Douglas Murray     | D          | 3          |            | 2012       | 2013       | 14         | 1          | 2          | 3          | 9          | 15         | 2          | 1          | 3          | 32         | 0           |
| Nils Ekman         | HF         | 28         |            | 2006       | 2007       | 34         | 6          | 9          | 15         | 24         | 1          | 0          | 0          | 0          | 0          | 0           |
| Rickard Rakell     | HF         | 67         |            | 2021       | -          |            |            |            |            |            |            |            |            |            |            |             |
| Marcus Pettersson  | B          | 28         |            | 2018       | 2025       | 442        | 16         | 125        | 141        | 271        | 21         | 0          | 4          | 4          | 12         | 0           |
| Filip Hållander    | C          | 36         |            | 2021       | 2023       | 3          | 0          | 0          | 0          | 0          | 0          | 0          | 0          | 0          | 0          | 0           |
| Alexander Nylander | VF         | 19         |            | 2022       | 2024       | 14         | 1          | 1          | 2          | 6          | 0          | 0          | 0          | 0          | 0          | 0           |
| Erik Karlsson      | B          | 65         |            | 2023       | -          |            |            |            |            |            |            |            |            |            |            |             |
| Emil Bemström      | VF         | 52         |            | 2023       | -          |            |            |            |            |            |            |            |            |            |            |             |
| Sebastian Aho      | B          | 25         |            | 2024       | -          |            |            |            |            |            |            |            |            |            |            |             |

¹ = Grundserie
² = Slutspel
Övertid = Vunnit matcher som har gått till övertid. | GAA = Insläppta mål i genomsnitt | SVS% = Räddningsprocent | Nollor = Hållit nollan det vill säga att motståndarlaget har ej lyckats göra mål på målvakten under en match. | K/A = Om spelare har varit lagkapten och/eller assisterande lagkapten | PIM = Utvisningsminuter

## Penguins förstarundsval i NHL Entry Draft
| - 1967: Steve Rexe (Spelade aldrig i NHL.) (, MV) Vald som nummer två. - 1968: Garry Swain (Penguins) (1968–1969, C) Vald som nummer fyra. - 1969: Penguins saknade val i förstarundan. - 1970: Greg Polis (Penguins, Rangers, St. Louis Blues) (1970–1980, VF) Vald som nummer sju. - 1971: Penguins saknade val i förstarundan. - 1972: Penguins saknade val i förstarundan. - 1973: Blaine Stoughton (Penguins, Maple Leafs, Whalers, Rangers) (1973–1976, 1979–1984, VF) Vald som nummer sju. - 1974: Pierre Larouche (Penguins, Canadiens, Whalers, Rangers) (1974–1988, C) Vald som nummer åtta. - 1975: Gordon Laxton (Penguins) (1975–1979, MV) Vald som nummer 13. - 1976: Blair Chapman (Penguins, St. Louis Blues) (1976–1983, HF) Vald som nummer två. - 1977: Penguins saknade val i förstarundan. - 1978: Penguins saknade val i förstarundan. - 1979: Penguins saknade val i förstarundan. - 1980: Mike Bullard (Penguins, Flames, St. Louis Blues, Flyers, Maple Leafs) (1980–1990, 1991–1992, C) Vald som nummer nio. - 1981: Penguins saknade val i förstarundan. - 1982: Rich Sutter (Penguins, Flyers, Vancouver Canucks, St. Louis Blues, Blackhawks, Lightning, Maple Leafs) (1982–1995, HF) Vald som nummer tio. - 1983: Bob Errey (Penguins, Sabres, Sharks, Red Wings, Stars, Rangers) (1983–1998, VF) Vald som nummer 15. - 1984: Mario Lemieux (Penguins) (1984–1994, 1995–1997, 2000–2006, C) Vald som nummer ett. - 1984: Doug Bodger (Penguins, Sabres, Sharks, Devils, Kings, Canucks) (1984–2000, B) Vald som nummer nio. - 1984: Roger Belanger (Penguins) (1984–1985, C) Vald som nummer 16. | - 1985: Craig Simpson (Penguins, Oilers, Sabres) (1985–1995, C) Vald som nummer två. - 1986: Zarley Zalapski (Penguins, Whalers, Flames, Canadiens, Flyers) (1987–1998, 1999–2000, B) Vald som nummer fyra. - 1987: Chris Joseph (Oilers, Penguins, Lightning, Canucks, Flyers, Coyotes, Thrashers) (1987–2001, B) Vald som nummer fem. - 1988: Darrin Shannon (Sabres, Jets, Coyotes) (1988–1998, VF) Vald som nummer fyra. - 1989: Jamie Heward (Maple Leafs, Predators, Islanders, Blue Jackets, Capitals, Kings, Lightning) (1995–1997, 1998–2002, 2005–2007, 2008–2009, B) Vald som nummer 16. - 1990: Jaromír Jágr (Penguins, Capitals, Rangers, Flyers, Stars, Bruins) (1990–2008, 2011–, HF) Vald som nummer fem. - 1991: Markus Näslund (Penguins, Canucks, Rangers) (1993–2009, VF) Vald som nummer 16. - 1992: Martin Straka (Penguins, Senators, Islanders, Panthers, Kings, Rangers) (1992–2008, C) Vald som nummer 19. - 1993: Stefan Bergqvist (Penguins) (1995–1997, B) Vald som nummer 26. - 1994: Chris Wells (Penguins, Panthers) (1995–2000, C) Vald som nummer 24. - 1995: Aleksej Morozov (Penguins) (1997–2004, HF) Vald som nummer 24. - 1996: Craig Hillier (Spelade aldrig i NHL.) (, MV) Vald som nummer 23. - 1997: Röbert Döme (Penguins, Flames) (1997–1998, 1999–2000, 2002–2003, HF) Vald som nummer 23. - 1998: Milan Kraft (Penguins) (2000–2004, C) Vald som nummer 23. | - 1999: Konstantin Koltsov (Penguins) (2002–2006, HF) Vald som nummer 18. - 2000: Brooks Orpik (Penguins) (2002–, B) Vald som nummer 18. - 2001: Colby Armstrong (Penguins, Trashers, Maple Leafs, Canadiens) (2005–2013, HF) Vald som nummer 21. - 2002: Ryan Whitney (Penguins, Ducks, Oilers, Panthers) (2005–, B) Vald som nummer fem. - 2003: Marc-André Fleury (Penguins) (2003–, MV) Vald som nummer ett. - 2004: Jevgenij Malkin (Penguins) (2006–, C) Vald som nummer två. - 2005: Sidney Crosby (Penguins) (2005–, C) Vald som nummer ett. - 2006: Jordan Staal (Penguins, Hurricanes) (2006–, C) Vald som nummer två. - 2007: Angelo Esposito (Har ännu inte spelat i NHL.) (, C) Vald som nummer 20. - 2008: Penguins saknade val i förstarundan. - 2009: Simon Després (Penguins) (2011–, B) Vald som nummer 30. - 2010: Beau Bennett (Penguins) (2013–, VF) Vald som nummer 20. - 2011: Joe Morrow (Har ännu inte spelat i NHL.) (, B) Vald som nummer 23. - 2012: Derrick Pouliot (Har ännu inte spelat i NHL.) (, B) Vald som nummer åtta. - 2012: Olli Määttä (Penguins) (, B) Vald som nummer 22. - 2013: Penguins saknade val i förstarundan. |